# Роджер (кардинал)
Роджер (Roger, Ruggiero, Rogerio, Rogerius) — католический церковный деятель XIII века. На консистории 1202 года был провозглашён кардиналом-дьяконом Санта-Мария-ин-Домника. В 1206 году стал кардиналом-священником с титулом церкви Сант-Анастазия. Вместе с кардиналом Грегорио Крешенци был послан в качестве папского легата в Данию с целью примирения короля Кнуда VI и клира.